# تفني
تفني هي قرية مغربية شمال المملكة. تنتمي تفني لإقليم أزيلال الساحلي. تضم هذه القرية 11.411 نسمة (إحصاء 2004).